# Abu Tammam
Abu Tammam (fullständigt namn Abū Tammām Ḥabīb ibn Aws al Ṭāʼī, på arabiska أبو تمام حبيب بن أوس), död omkring 850, var en arabiskspråkig diktare från Syrien. Han gav under en vistelse i Persien ut en arabisk poesisamling, al-Hamasa ("Dikt om tapperhet"), en mycket viktig samling eftersom den innehåller en rad dikter av förislamska poeter som annars hade gått förlorade. Samlingen innehåller tio kapitel varav det första har gett boken dess titel. De flesta dikterna härstammar från tidig islamsk tid. De som är äldre utgör en huvudkälla till äldre arabisk diktning, som måste ha varit mycket rik, och uppvisar en bestämd, traditionell form. Motivet i dikterna är vanligtvis kamp och strid. Abu Tammam var själv en betydande diktare med utpräglat retorisk stil och filosofiska betraktelser.